# Klovborg Sogn
Klovborg Sogn er et sogn i Ikast-Brande Provsti (Viborg Stift).
I 1800-tallet var Grædstrup Sogn og Tyrsting Sogn annekser til Klovborg Sogn. Klovborg Sogn hørte til Vrads Herred, de to andre til Tyrsting Herred, begge i Skanderborg Amt. De 3 sogne udgjorde en sognekommune, men den blev senere delt i Grædstrup og Klovborg-Tyrsting. Ved kommunalreformen i 1970 blev Grædstrup og Tyrsting indlemmet i Brædstrup Kommune, som ved strukturreformen i 2007 indgik i Horsens Kommune. Klovborg blev indlemmet i Nørre Snede Kommune, som ved strukturreformen indgik i Ikast-Brande Kommune.
I Klovborg Sogn ligger Klovborg Kirke.
I sognet findes følgende autoriserede stednavne:
- Donnerup (ejerlav, hovedgård)
- Donnerup Plantage (areal)
- Flåris (bebyggelse, ejerlav)
- Gribstrup (bebyggelse, ejerlav)
- Halle Sø (vandareal)
- Klovborg (bebyggelse, ejerlav)
- Malund (hovedgård)
- Mattrup Ladegård (bebyggelse, ejerlav)
- Nørskov (Klovborg Sogn) (bebyggelse, ejerlav)
- Peterslyst (bebyggelse)
- Skade (bebyggelse, ejerlav)
- Skeldal (Klovborg Sogn) (bebyggelse)
- Stigsholm Sø (vandareal)
- Storhøj (Klovborg Sogn) (areal)
- Tranholm (Klovborg Sogn) (bebyggelse, ejerlav)
- Tærskeland (bebyggelse)
- Velgårde (bebyggelse, ejerlav)